# Sandra Valužytė
Sandra Valužytė, coniugata Linkevičienė (Kretinga, 1º febbraio 1982), è una cestista lituana.

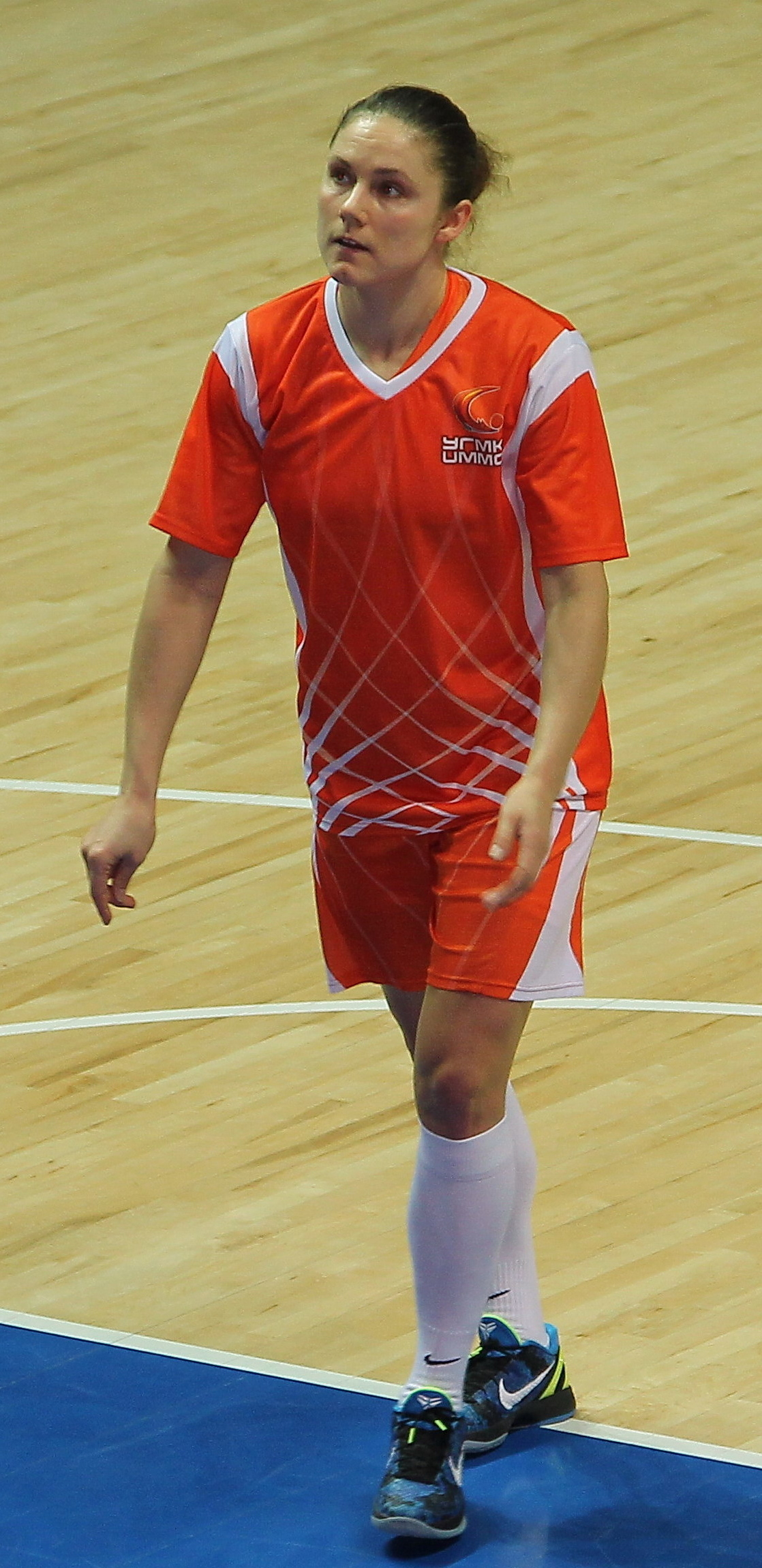
Sandra Valužytė in riscaldamento con l'uniforme dell'UMMC Ekaterinburg

Alta 176 cm per 70 kg, gioca come guardia.

## Carriera
Con la Lituania ha disputato due edizioni dei Campionati mondiali (2002, 2006) e cinque dei Campionati europei (2005, 2007, 2009, 2011, 2015).